# Pravo u 1388.
◄◄ | ◄ | 1385. | 1386. | 1387. | 1388.  | 1389. | 1390. | 1391. | ► | ►►
Arhitektura • Astronomija • Glazba • Knjige • Književnost • Kršćanstvo • Medicina • Pravo • Promet • Slikarstvo • Znanost
Pravo u 1388.

## Hrvatska i u Hrvata

### Događaji
- Senjski statut

## Vanjske poveznice
|  | Zajednički poslužitelj ima još gradiva o temi Pravo |